# الشهادة الذهبية (الولايات المتحدة)

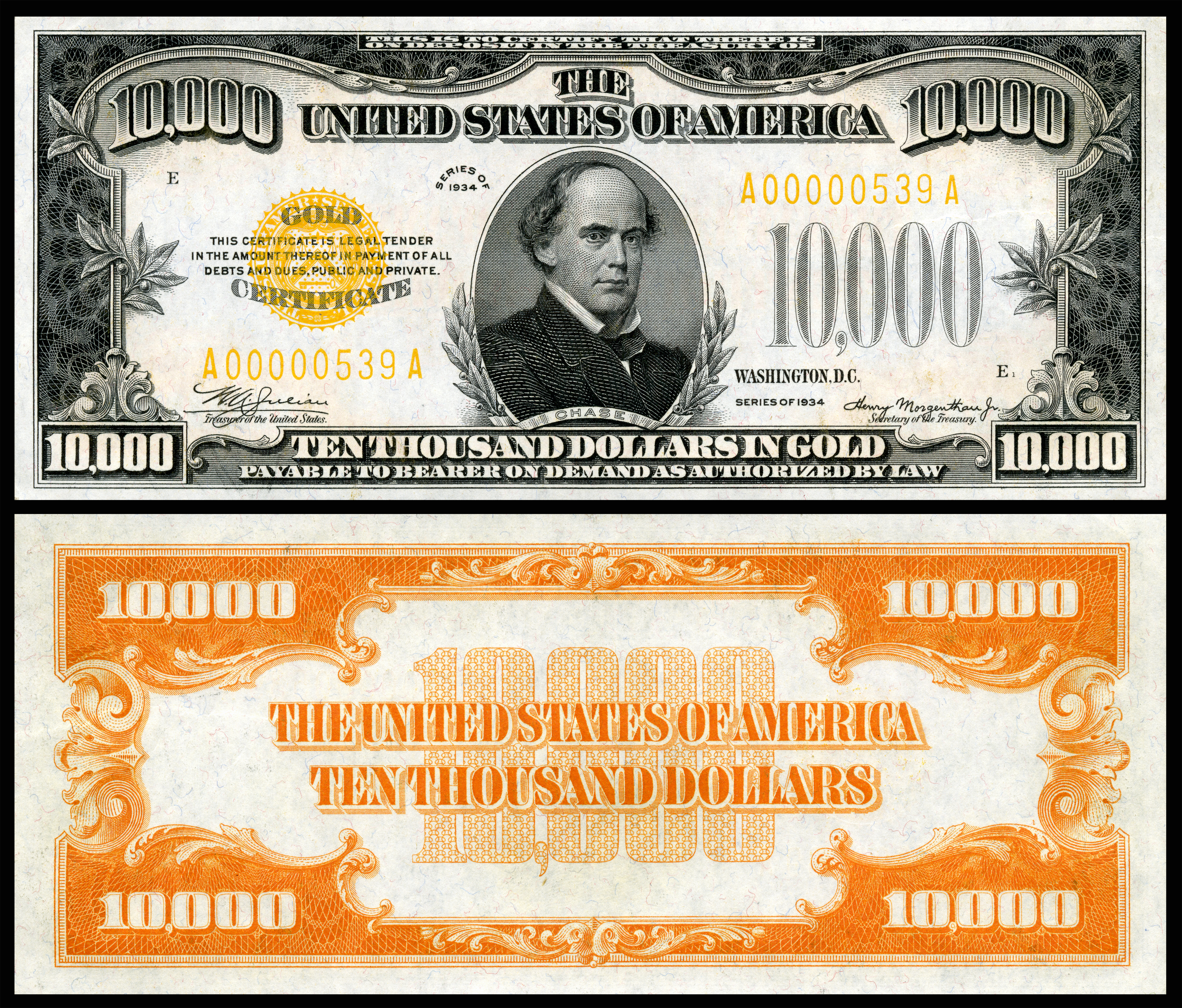
شهادة ذهبية من سلسلة عام 1934 بقيمة 10000 دولار تصور سلمون بورتلاند تشيس، مؤسسة سميثسونيان.

الشهادات الذهبية (بالإنجليزية: Gold certificates)‏ هي شهادات أصدرتها وزارة الخزانة الأمريكية كشكل من أشكال النقود التمثيلية من عام 1865 إلى عام 1933. بينما التزمت الولايات المتحدة بقاعدة الذهب، قدمت الشهادات طريقة أكثر ملاءمة للدفع بالذهب من استخدام العملات المعدنية. تم حظر الملكية العامة العامة لشهادات الذهب في عام 1933 ومنذ ذلك الحين أصبحت متاحة فقط للبنوك الاحتياطية الفيدرالية، مع شهادات قيد دفتر تحل محل النموذج الورقي.

## نبذة
تم اعتماد شهادات الذهب لأول مرة بموجب قانون المناقصات القانونية لعام 1863، ولكن على عكس سندات الولايات المتحدة المصرح بها أيضًا، يبدو أنها لم تُطبع حتى عام 1865. نشأت الحاجة إليها من قيود سندات الولايات المتحدة. لتعزيز تدفق الذهب إلى الخزانة والحفاظ على ائتمان الحكومة، لا يمكن استخدام الأوراق النقدية لدفع الرسوم الجمركية أو الفوائد على الديون الفيدرالية. بدلاً من ذلك، تم تقديم شهادات الذهب، التي تمثل العملات المعدنية الموجودة فعليًا في الخزانة، لهذه الأغراض. كانت الأوراق النقدية، كعملة قانونية لمعظم الأغراض، هي العملة الورقية المهيمنة حتى عام 1879 ولكن تم قبولها بخصم مقارنة بشهادات الذهب. بعد عام 1879، بدأت الحكومة في استرداد الأوراق النقدية الأمريكية بالقيمة الاسمية بالذهب، مما جعلها تتساوى مع شهادات الذهب وجعل الأخيرة أيضًا مرشحة للتداول العام.

## الفئات
| السلسلة | القيمة                                  | الميزات / الأشكال المتعددة |
| ------- | --------------------------------------- | --- |
| 1865    | $20 $100 $500 $1000 $5,000 $10,000      | الأوراق النقدية من هذا الإصدار الأول نادرة للغاية في الفئات الأقل (20 دولارًا و 100 دولار). تم الإبلاغ عن وجود 1000 دولار و 5000 دولار في مجموعة حكومية، ولم يتم مطلقًا رؤية مبلغ 500 دولار أو 10000 دولار تم إصداره. بالإضافة إلى التوقيعين المنقوشين المألوفين على الأوراق النقدية للولايات المتحدة (سجل الخزانة وأمين الخزانة للولايات المتحدة)، تضمنت الإصدارات السابقة لشهادات الذهب (أي 1865 و 1870 و 1875 وحوالي 1882) توقيعًا ثالثًا لـ أحد مساعدي أمناء الخزانة للولايات المتحدة (في نيويورك أو واشنطن العاصمة). كانت هذه الميزة، المعروفة بملاحظة التوقيع أو التوقيع الثلاثي، موجودة لجميع السلاسل قبل عام 1882 (والطباعة الأولى من السلسلة 1882). |
| 1870–75 | $100 $500 $1,000 $5,000 $10,000         | قدمت الأوراق النقدية من سلسلة 1870 صورًا لشهادات الذهب. كلا سلسلتي 1870 وسلسلة 1875 عبارة عن فئات نقدية موقعة. بين السلسلتين، سلسلة 100 دولار نادرة للغاية، بينما سلاسل 500 دولار، 1000 دولار، 10000 دولار هي فريدة (في المجموعات الحكومية)، و سلسلة 5000 دولار غير معروفة. |
| 1882    | $20 $50 $100 $500 $1,000 $5,000 $10,000 | قانون 12 يوليو 1882 يسمح بفئات "لا تقل عن 20 دولارًا". |
| 1888    | $5,000 $10,000                          | كانت الأوراق النقدية من سلسلة 1888 مخصصة للاستخدام المصرفي لموازنة الحسابات دون الحاجة إلى نقل كميات كبيرة من سبائك الذهب أو العملات. لقد تم إستعادتهم جميعًا. |
| 1900    | $10,000                                 | |
| 1905    | $20                                     | |
| 1906    | $20                                     | |
| 1907    | $10 $1,000                              | |
| 1913    | $50                                     | |
| 1922    | $10 $20 $50 $100 $500 $1000             | |

## أنظر أيضاً
- شهادات الفضة (الولايات المتحدة)